# Сколково (Московская область)
Ско́лково — деревня в Одинцовском городском округе Московской области. Расположена в восточной части района в 2 км к западу от МКАД на Сколковском шоссе. Население — 365 человек (2005).
В 1998 году в деревне построен комплекс спутникового вещания компании НТВ-Плюс. С 2006 года недалеко от Сколкова ведётся строительство кампуса Московской школы управления «Сколково», а с 2010 года имеются планы по строительству инновационного центра «Сколково».

## «Кремниевая долина» в Сколкове

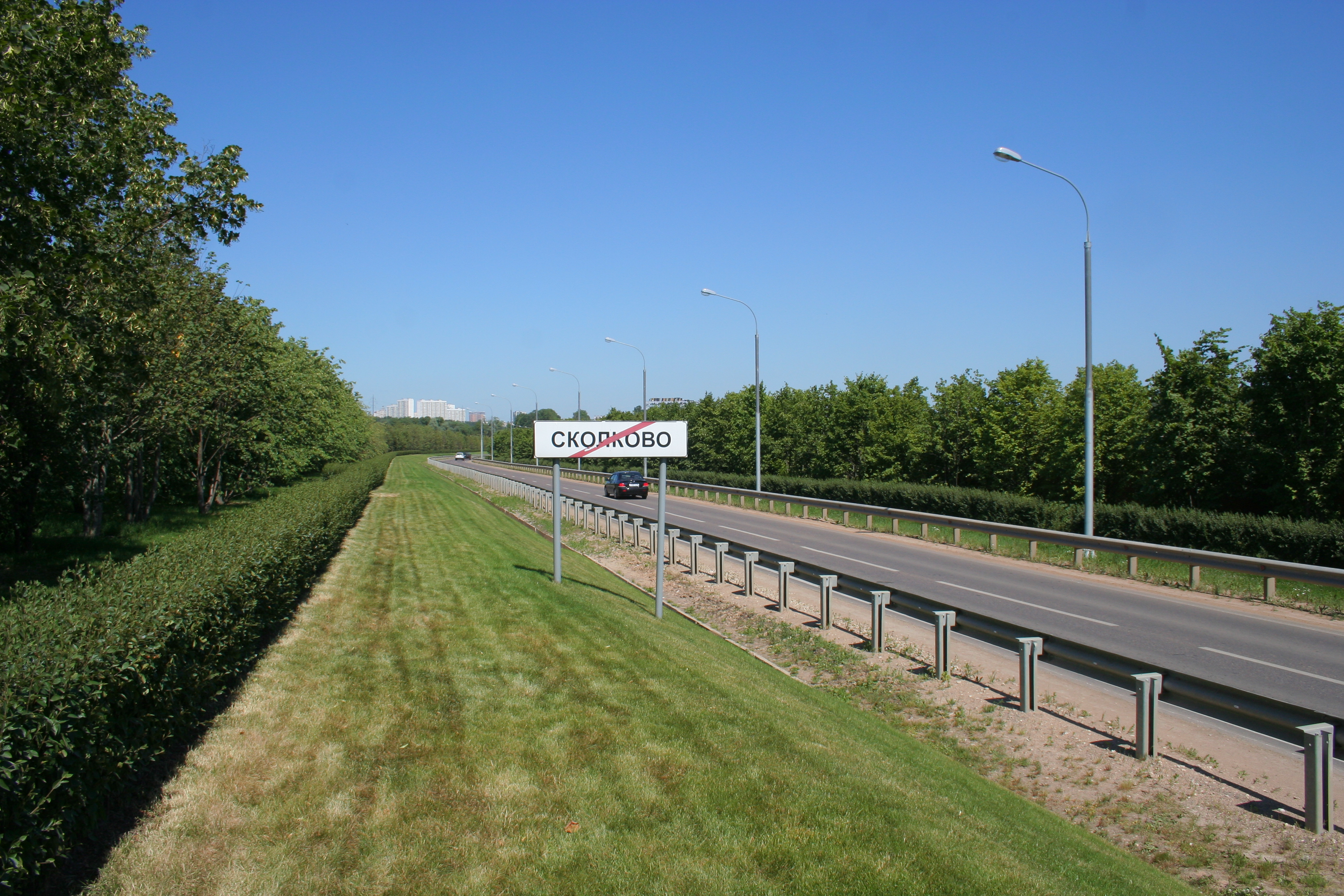
Сколковское шоссе у въезда в Сколково

18 марта 2010 года на встрече со студентами-победителями Олимпиад президент России Дмитрий Медведев объявил о планах создать в Сколкове ультрасовременный научно-технологический комплекс по разработке и коммерциализации новых технологий. Это решение вызвало критику со стороны ряда журналистов и политиков.
23 марта Дмитрий Медведев в ходе проходившего в Ханты-Мансийске заседания президентской комиссии по модернизации объявил, что инновационный центр в Сколкове с российской стороны возглавит глава группы компаний «Ренова» Виктор Вексельберг. Вопрос же о том, кто станет международным координатором проекта «Сколково», пока открыт.
Научным руководителем и одним из двух сопредседателей научного комплекса являлся лауреат Нобелевской премии Жорес Алфёров.

## Население
| 2002 | 2006 | 2010 |
| ---- | ---- | ---- |
| 365  | →365 | ↗405 |

## Транспорт
Через деревню проходит Сколковское шоссе, по которому следует до Москвы автобус № 867 — (Улица Герасима Курина — м. «Кунцевская» — Немчиново).